# Camino al Tagliamento
Camino al Tagliamento – miejscowość i gmina we Włoszech, w regionie Friuli-Wenecja Julijska, w prowincji Udine.
Według danych na rok 2004 gminę zamieszkiwało 1631 osób, 74,1 os./km².